# Emil Lederer

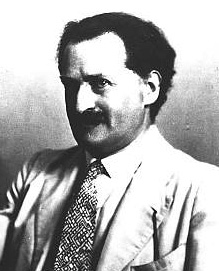
Emil Lederer

Emil Lederer (* 22. Juli 1882 in Pilsen, Österreich-Ungarn; † 29. Mai 1939 in New York) war ein böhmisch-österreichischer Ökonom und Soziologe. Er gilt als bedeutender deutschsprachiger Sozialwissenschaftler in der ersten Hälfte des 20. Jahrhunderts.

## Leben
Lederer wurde 1882 als Sohn eines Kaufmanns geboren. Er studierte mit anderen Kommilitonen wie Ludwig von Mises, Joseph Schumpeter, Felix Somary, Otto Bauer und Rudolf Hilferding, Rechtswissenschaften und Nationalökonomie an der Universität Wien bei renommierten Lehrern wie Heinrich Lammasch, Theodor Inama von Sternegg, Franz von Juraschek, Carl Menger, Friedrich von Wieser, Eugen Böhm von Bawerk und Eugen von Philippovich. Er promovierte 1905 an der Universität Wien zum Dr. iur. und 1911 an der Universität München bei Lujo Brentano zum Dr. rer. pol. Im Folgejahr habilitierte er sich an der Universität Heidelberg mit Die Privatangestellten in der modernen Wirtschaftsentwicklung, der ersten umfassenden Untersuchung der Arbeitsbedingungen und politischen Einstellungen von Angestellten.
Während des Ersten Weltkriegs war Lederer verantwortlicher Redakteur des Archivs für Sozialwissenschaft und Sozialpolitik, in welchem er auch seine Abhandlung Zur Soziologie des Weltkrieges mit der Leitthese, das Organisationsmodell des Heeres werde im Krieg gesellschaftlich verallgemeinert, veröffentlichte.
1918 wurde er zunächst zum außerordentlichen Professor an der Universität Heidelberg ernannt, blieb aber bis 1920 in Österreich. Anfang 1919 wurde er neben Hilferding und Schumpeter noch Mitglied der deutschen Sozialisierungskommission. 1920 wurde er außerordentlicher Professor für Sozialpolitik an der Universität Heidelberg, 1920 ordentlicher Universitätsprofessor für Sozialpolitik an der Ruprecht-Karls-Universität Heidelberg. 1921 wurde Lederer zum geschäftsführenden Herausgeber des „Archivs für Sozialwissenschaft und Sozialpolitik“. Von 1923 bis 1925 war er Gastprofessor an der Universität Tokio. Von 1923 bis 1931 war Lederer, zusammen mit Alfred Weber, Direktor des Instituts für Sozial- und Staatswissenschaften. Im Jahr 1931 folgte er Werner Sombart auf den renommierten deutschen Lehrstuhl für Nationalökonomie und Finanzwissenschaft an der Friedrich-Wilhelms-Universität in Berlin. Er hatte wegen seiner politischen Orientierung den Vorzug vor Joseph Schumpeter erhalten.
Wie fast alle Ökonomen der „Heidelberger Schule“ wurde auch Lederer von den Nationalsozialisten am 14. April 1933 nach dem „Gesetz zur Wiederherstellung des Berufsbeamtentums“ beurlaubt. Der „Kommissar des Reiches“ schrieb an Lederer: „Auf Grund des Gesetzes zur Wiederherstellung des Berufsbeamtentums vom 7. April 1933 (RGBl., S. 175 ff.) sehe ich mich veranlasst, Sie bis zur endgültigen Entscheidung mit sofortiger Wirkung aus Ihrem Amte zu beurlauben. Diese Beurlaubung gilt auch für jede Tätigkeit, die Sie in Verbindung mit Ihrem Hauptamt oder im Zusammenhang mit Ihrer Universitätsstellung ausüben. Ihre Gehaltsbezüge werden Ihnen bis auf weiteres in der bisherigen Weise weitergezahlt.“ Zudem geht aus der Entlassungszustellung hervor, dass Lederer von der Universität denunziert worden war, weil er seit 1925 Mitglied der SPD und zudem „Nichtarier“ war.
Lederer emigrierte zunächst nach Japan und danach in die Vereinigten Staaten. Lederer gehörte 1933 zu den Mitbegründern der einzigartigen University in Exile an der New School for Social Research in New York City, der späteren Graduate Faculty of Political and Social Science, als deren erster Dekan er bis zu seinem plötzlichen Tod wirkte. Er war anlässlich der Rekrutierung der Fakultätsmitglieder einer der wichtigsten Berater von Alvin Johnson; mit Arthur Feiler, Albert Salomon und Hans Speier zählten drei seiner ehemaligen Promovenden zu den Gründungsmitgliedern. Emil Lederer starb 1939 an den Folgen einer Operation.
Lederer war Herausgeber der SPD-Theoriezeitschrift Die Neue Zeit.

## Wirken
Lederer verknüpfte Ökonomie und Soziologie und war so der wichtigste Vertreter eines interdisziplinarischen Ansatzes in den Heidelberger Sozialwissenschaften. Dabei legte er Wert darauf, dass die Soziologie den Charakter einer Grundwissenschaft habe, da sie „menschliche Beziehungen im Tatbestand als solchem“ zu beschreiben in der Lage sei, dagegen die Ökonomie zu den „Einzelwissenschaften“ zähle, da sie gemäß einem „bestimmten Gesichtspunkt“ verfahre und daher, würden ihre Befunde nicht soziologisch ausgedeutet, zur „Trübung“ der wissenschaftlichen Begriffsbildung führen müsste.
In seinen soziologischen Arbeiten ging es Lederer einerseits um eine Weiterentwicklung der Wissenschaftslehre Max Webers; andererseits analysierte er im Sinne einer Kultursoziologie, die dezidiert politisch sein sollte, doch ohne dafür ihren Anspruch auf Wissenschaftlichkeit preiszugeben, verschiedene Gegenwartsphänomene, z. B. den Bedeutungsgewinn von Interessenorganisationen im politischen Leben, die habituellen Auswirkungen der veränderten, hierarchisch gegliederten Organisation der Arbeit, den Gestaltwandel der Gewalt im kapitalistischen Zeitalter, die gesellschaftliche Lage der Kunst, die Kulturspezifik eines asiatischen Kapitalismus oder die öffentliche Meinung. Bedingt durch die Zeitläufe liefen diese Untersuchungen auf die große Studie über Genese und Gestalt des Totalitarismus in Europa zu, die erst nach Lederers Tod von seinem Schüler Hans Speier herausgegeben wurde.
Lederers wirtschaftswissenschaftliche Analysen widerspiegeln einen reichhaltigen theoretischen Hintergrund, der sich vom holistisch-empirischen Ansatz der Historischen Schule bis zu den Theoriewerkzeugen der österreichischen Schule und darüber hinaus bis zu David Ricardo und Karl Marx spannte. So zitierte Lederer in seinem 1925 veröffentlichten Beitrag zu Konjunkturzyklen Schumpeter, Knut Wicksell und Gustav Cassel; in anderen Arbeiten Albert Aftalion sowie John A. Hobson, Thorstein Veblen, Arthur Pigou, Wesley Mitchell, Irving Fisher und John M. Keynes. Er untersuchte die Ineffizienz von Monopolen und sah wie Schumpeter in planwirtschaftlichen Instrumenten eine mögliche Alternative. Die Auswirkungen des technischen Fortschritts beurteilte Lederer skeptischer als die meisten anderen Ökonomen. Auf Nicholas Kaldors harsche Kritik reagierte Lederer mit einer revidierten Fassung seines Technical progress and unemployment (ILO, 1938), worin er seine Position deutlicher zu fassen und auszubauen suchte.

## Schriften (Auswahl)

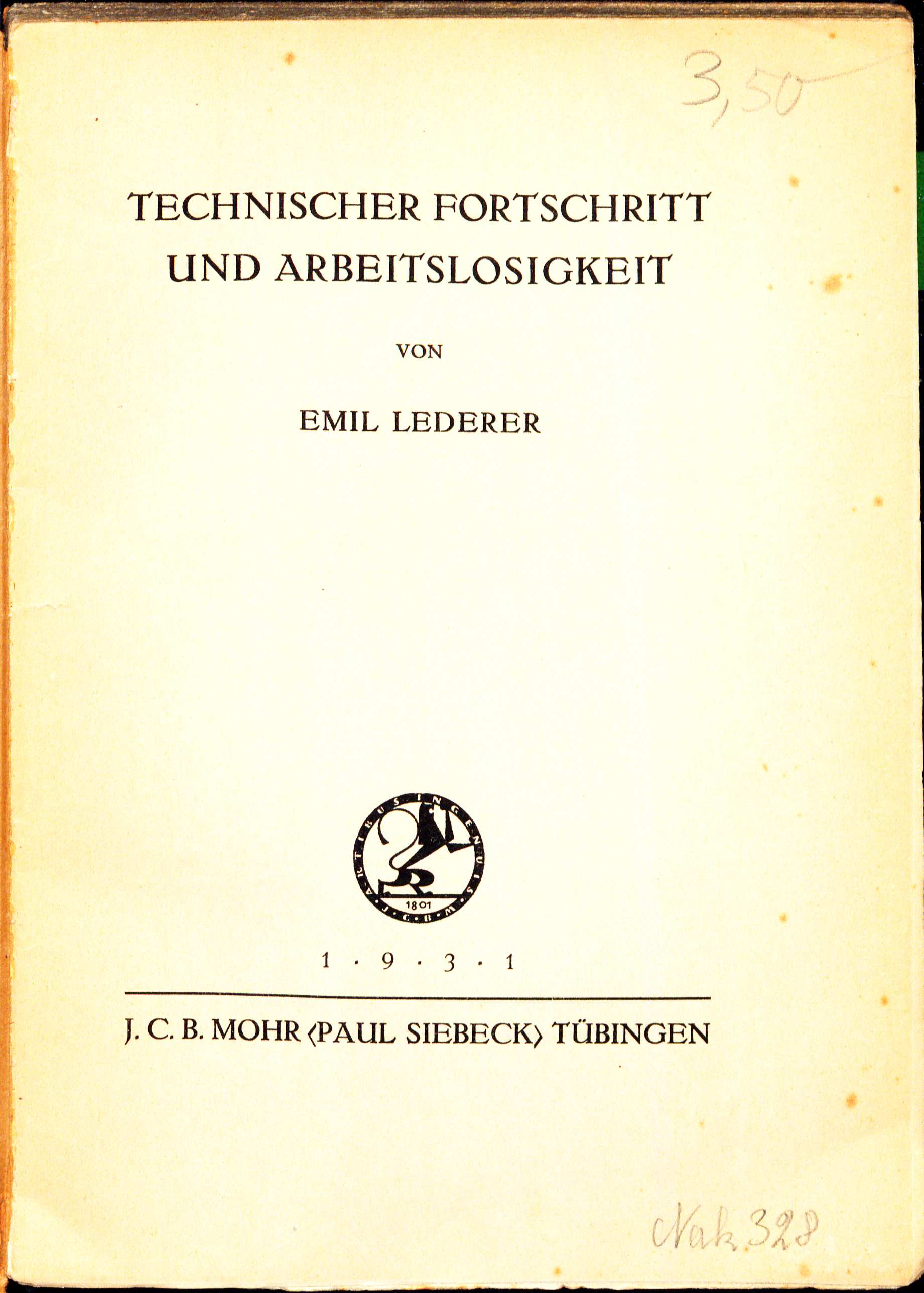
Technischer Fortschritt und Arbeitslosigkeit (1931)

- Zur Soziologie des Weltkriegs. In: Archiv für Sozialwissenschaft und Sozialpolitik 39 (1915), S. 347–384.
- Die Veränderungen im Klassenaufbau während des Krieges. 1918.
- Die Soziologie der Gewalt. In: Soziologische Probleme der Gegenwart. Cassirer, Berlin 1921, S. 16–29.
- Konjunktur und Krisen. In: Grundriss der Sozialökonomik. Mohr, Tübingen 1925, S. 354–413.
- Monopole und Konjunktur. In: Vierteljahreshefte zur Konjunkturforschung. Ergänzungsband 2, S. 13–32.
- Aufriss der ökonomischen Theorie. 3., erw. und völlig umgearb. Aufl., Mohr, Tübingen 1931.
- Technischer Fortschritt und Arbeitslosigkeit. Mohr, Tübingen 1931.
- Wirkungen des Lohnabbaus. Ein Vortrag. Mohr, Tübingen 1931.
- Planwirtschaft. Mohr, Tübingen 1932.
- Technical progress and unemployment. ILO, Genf 1938.
- State of the masses. The threat of the classless society. Norton, New York 1940; deutsche Ausgabe unter dem Titel Der Massenstaat. Gefahren der klassenlosen Gesellschaft. Nausner und Nausner, Graz/Wien 1995, ISBN 3-901402-03-9.
- Kapitalismus, Klassenstruktur und Probleme der Demokratie in Deutschland 1910–1940. Ausgewählte Aufsätze. Hrsg. von Jürgen Kocka, Vandenhoeck & Ruprecht, Göttingen 1979 (= Kritische Studien zur Geschichtswissenschaft, Bd. 39).
- Schriften zur Wissenschaftslehre und Kultursoziologie., Texte von Emil Lederer, herausgegeben von und eingeleitet von Peter Gostmann und Alexandra Ivanova, Springer VS, Wiesbaden 2014.